# قائمة الأفلام المصرية سنة 1936
هذه قائمة بالأفلام المصرية لسنة 1936 مرتبة أبجديا
| اسم الفيلم         | إخراج وكتابة                                    | بطولة                                                                                  | مصدر  |
| ------------------ | ----------------------------------------------- | -------------------------------------------------------------------------------------- | ----- |
| بسلامته عايز يتجوز | - اخراج : الكسندر فاركاش - تاليف : بديع خيري    | - نجيب الريحاني - عزيزة أمير - بشارة واكيم - عبد الفتاح القصري - فتحية شريف - حسن فايق | [ 1 ] |
| الهارب             | - اخراج : إبراهيم لاما - تاليف : السيد حسن جمعة | - إمتثال فوزي - بدر لاما - مارجريت صدقى - فاطمة رشدي - عزيزة رشدي - روحية فوزي         | [ 2 ] |